# Neuvéglise
Neuvéglise é uma ex-comuna francesa na região administrativa de Auvérnia-Ródano-Alpes, no departamento de Cantal. Estendeu-se por uma área de 53,9 km². Em 2010 a comuna tinha 1 784 habitantes (densidade: 33,1 hab./km²).
Em 1 de janeiro de 2017 foi fundida com as comunas de Lavastrie, Oradour e Sériers para a criação da nova comuna de Neuvéglise-sur-Truyère.